# Блейк Мора, Франсиско
Хосе Франсиско Блейк Мора (исп. José Francisco Blake Mora; 22 мая 1966, Тихуана, штат Нижняя Калифорния, Мексика — 11 ноября 2011, Санта-Катарина-Айоцинго, муниципалитет Чалько, штат Мехико, Мексика) — мексиканский юрист и политический деятель, занимавший должность министра внутренних дел при президенте Фелипе Кальдероне с 2010 по 2011 годы.

## Биография
Блейк Мора родился в рабочей семье. Он получил степень в области права в университете Нижней Калифорнии и диплом в области стратегического планирования и государственной политики в Технологическом институте Мехико.
В 1995—1998 годах Блейк Мора был олдерменом Тихуаны, в 2000—2003 годах — федеральным депутатом LVIII легислатуры 5-го федерального избирательного округа Нижней Калифорнии, а в 2004—2007 годах — членом конгресса Нижней Калифорнии.
1 ноября 2007 года губернатор Хосе Гуадалупе Осуна Миллан назначил Блейка Мору генеральным секретарём правительства Нижней Калифорнии. В 2009 году он был назван в качестве возможного кандидата на должность Генерального прокурора Мексики. 14 июля 2010 года президент Фелипе Кальдерон назначил Блейка Мору министром внутренних дел.
Блейк Мора был ключевой фигурой в борьбе власти с коррупцией и принимал активное участие в обсуждении вопросов, связанных с политическим противодействием Фелипе Калдернона наркокартелям. Он много ездил на встречи с губернаторами и жертвами конкурентной войны между торговцами наркотиками.
Погиб 11 ноября 2011 года в результате крушения вертолёта.
11 октября 2012 года в Тихуане президент Фелипе Кальдерон открыл бульвар, названный в честь Франсиско Блейка Моры.